# رورشک، سنت گالن
شهر رورشک در رورشک (ولکره) در کانتون سنت گالن در کشور سوئیس واقع شده‌است که ۸٬۶۰۰ نفر جمعیت دارد.

## نگارخانه

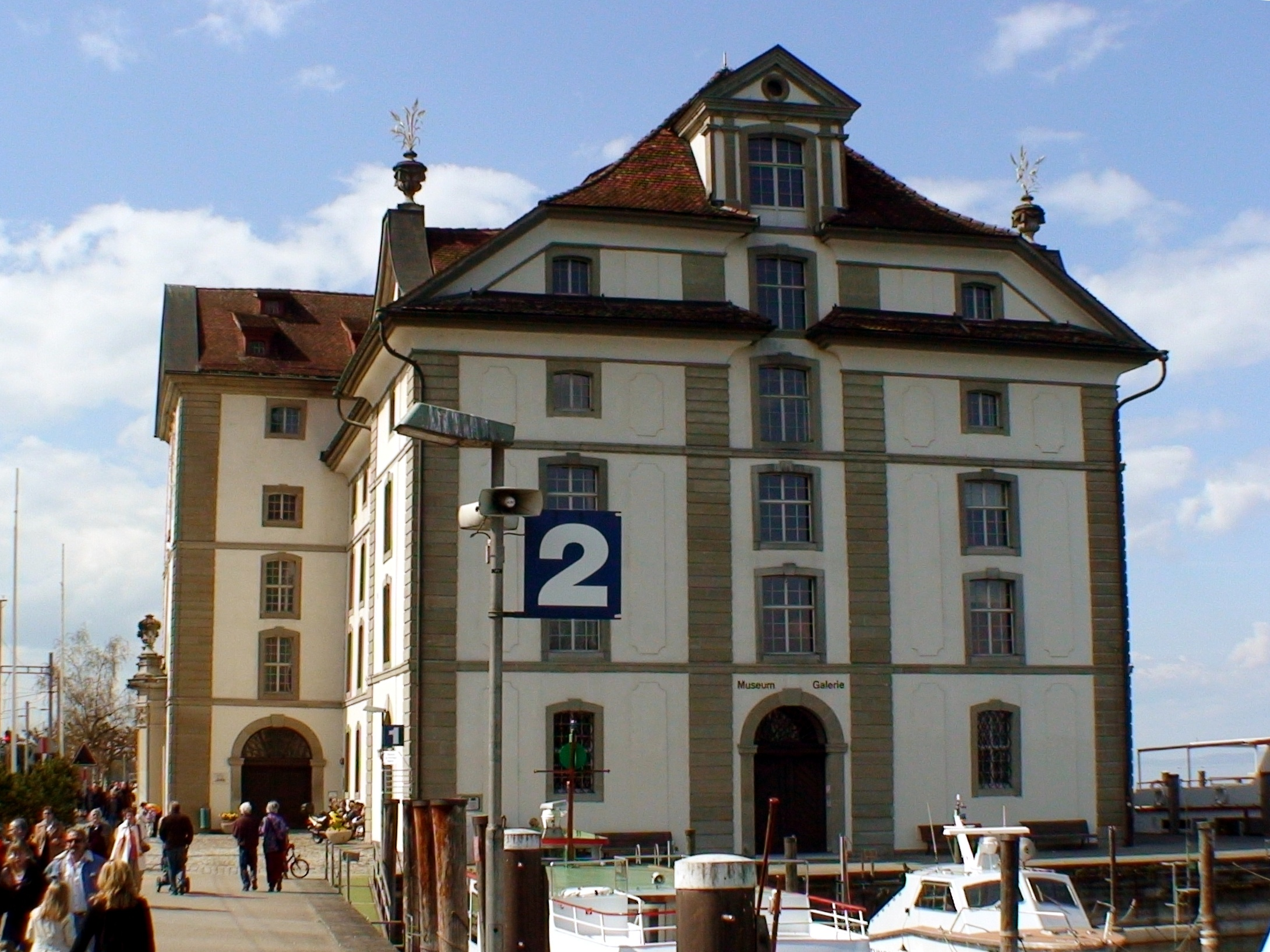
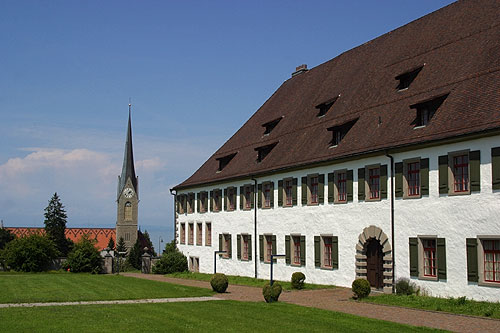
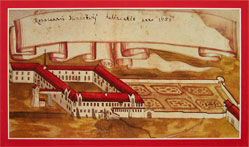
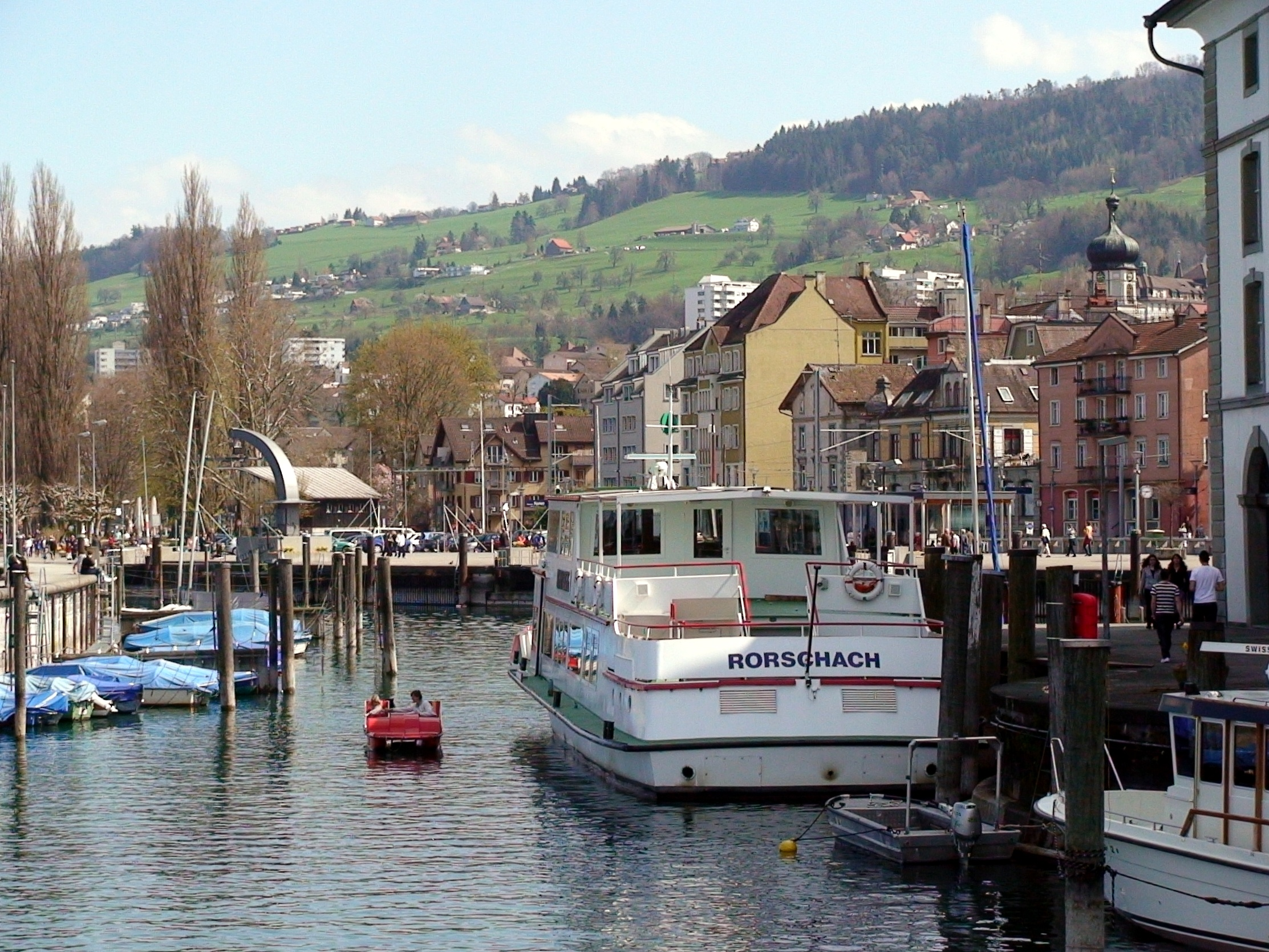
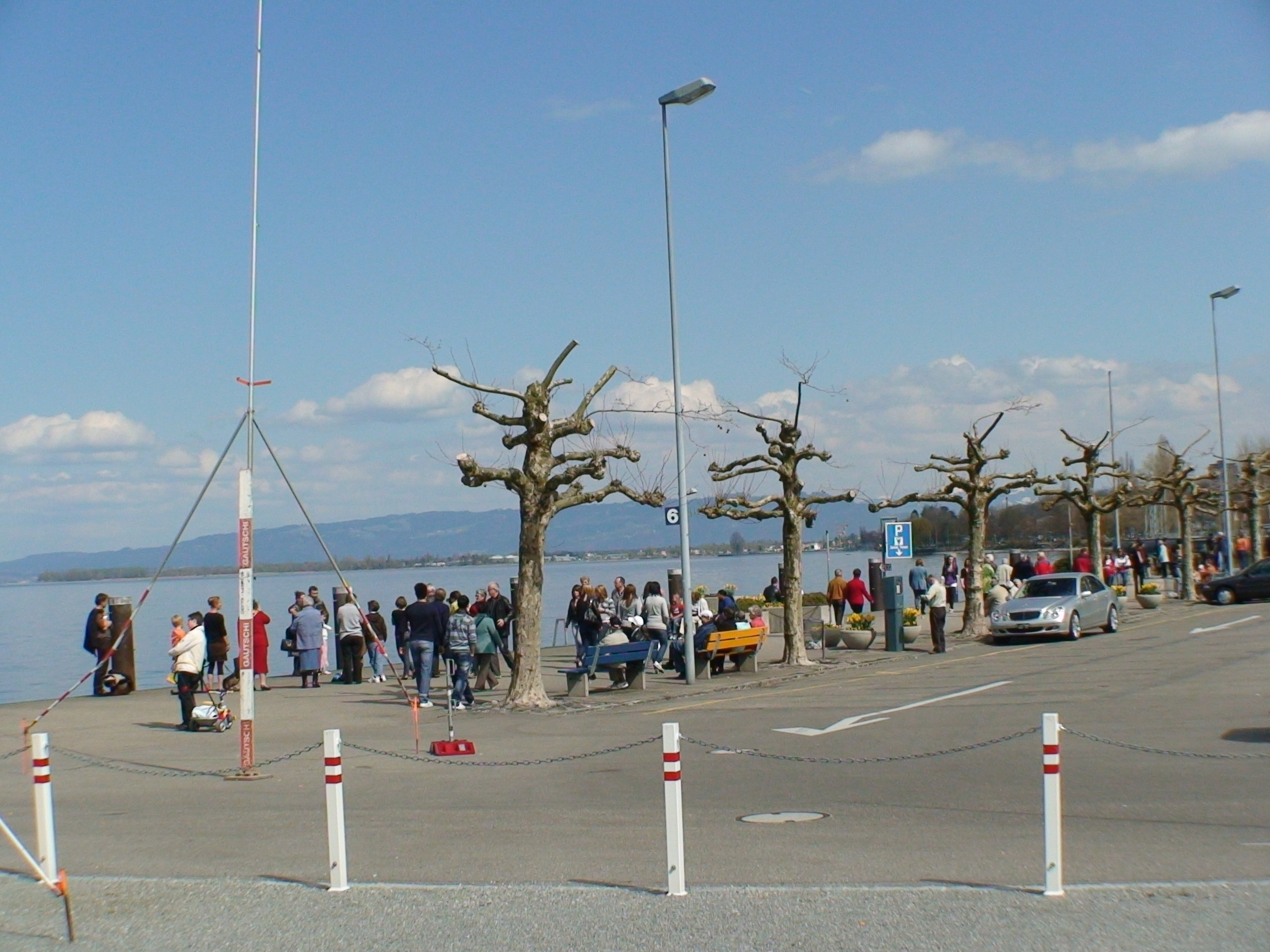
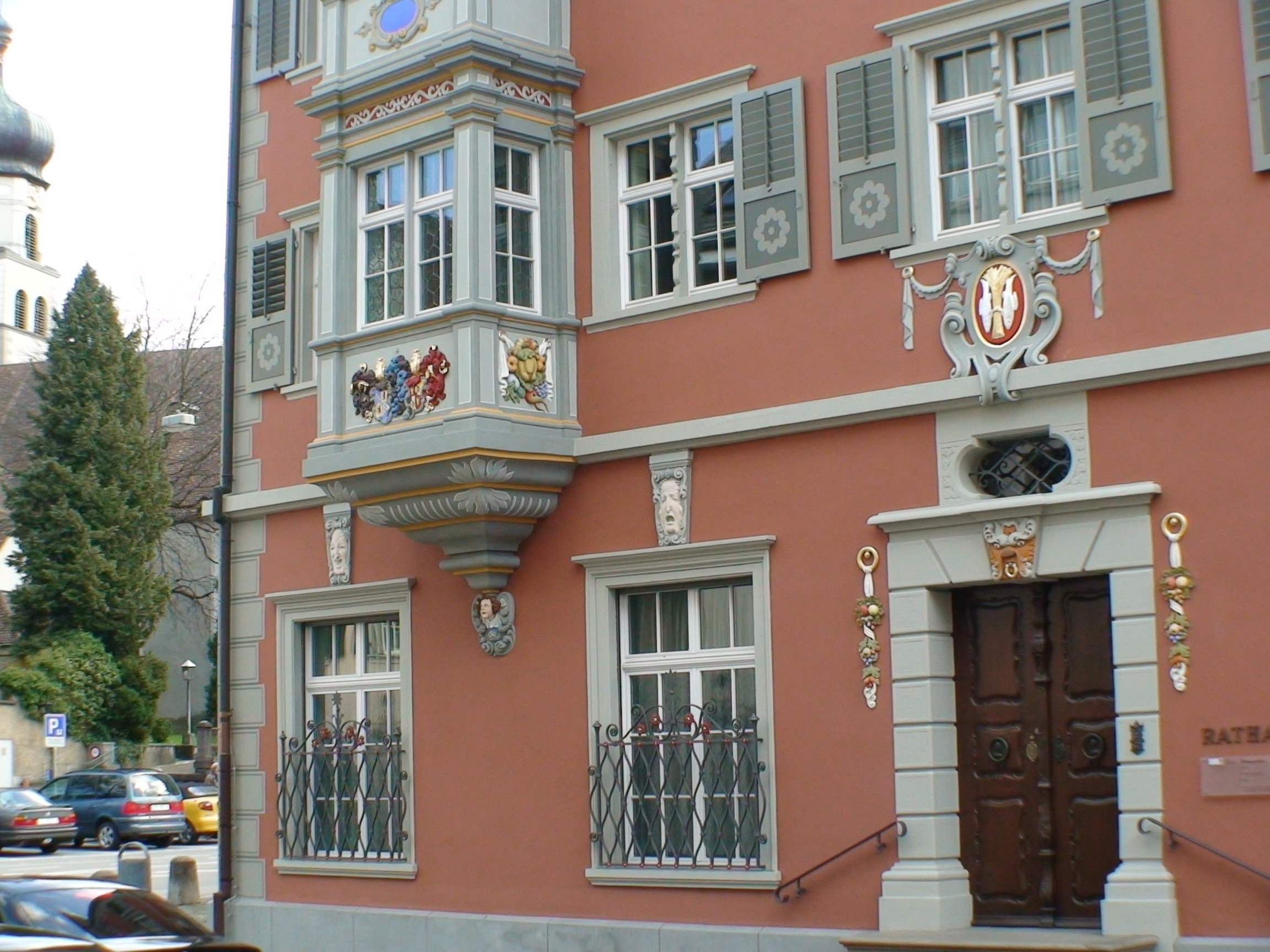
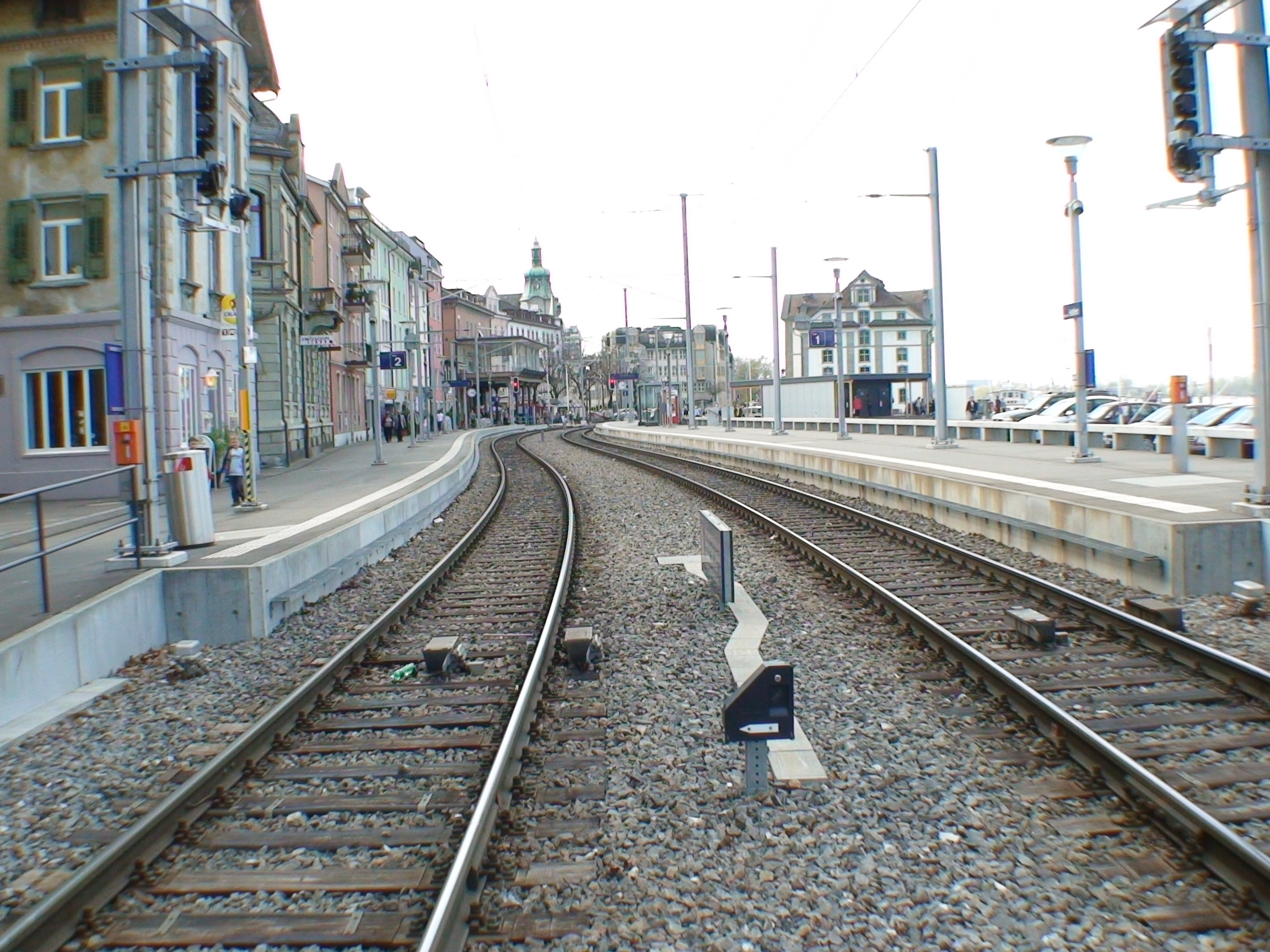